# Taacyn Cagaan nuur
Taacyn Cagaan nuur (mong. Таацын Цагаан нуур) – słono-gorzkie jezioro bezodpływowe w środkowej Mongolii, w ajmaku południowochangajskim, w Dolinie Jezior, u podnóży Ałtaju Gobijskiego. 
Znajduje się w suchym, pustynnym obszarze z rzadką roślinnością. Do niedawna jezioro było wypełnione wodą i było ostoją dla dużej liczby ptaków wędrownych, m.in. dla zagrożonych wyginięciem pelikana kędzierzawego i bielika wschodniego. Występowała tu kazarka rdzawa i ohar.
Do jeziora uchodzi rzeka Taac gol.